# Histodermella
Histodermella is een geslacht van sponsdieren uit de klasse van de Demospongiae (gewone sponzen).

## Soorten
- Histodermella australis Dendy, 1924
- Histodermella ingolfi Lundbeck, 1910
- Histodermella kagigunensis Lehnert, Stone & Heimler, 2013
- Histodermella natalensis (Kirkpatrick, 1903)